# 2010년 영국 정부의 내각 구성
2010년 영국 정부 내각 구성(2010 United Kingdom government formation)은 2010년 영국 정치권에서 이뤄진 연정 협상 및 출범 과정(조각)을 말한다. 2010년 5월 6일 치러진 영국 총선은 보수당과 노동당 양대 정당 모두 원내과반 확보에 실패한 헝 의회로 결론이 났다. 이는 1974년 총선 이후 36년 만의 일이었다. 총선 다음날인 5월 7일부터 5월 12일까지, 각 원내정당은 전후 이래 두번째 연립 내각 구성협의에 들어가게 되었다.
당시 내각을 이끌고 있었던 노동당 (고든 브라운 대표)은 선거에서 패하는 동시에 13년만에 과반 의석 확보에 실패했으나, 실제 정부 출범 전까지 과도정부로서 재임을 유지할 수 있었다. 제1야당인 보수당 (데이비드 캐머런 대표)은 이번 총선에서 가장 많은 의석수를 확보하며 제1당에 올랐으나, 과반 의석수를 넘기기에는 몇 석이 부족한 상황이었다. 이에 따라 양당 지휘부는 제3당이었던 자유민주당 (닉 클레그 대표)과 함께 연립내각 출범의 성패를 결정할 연속 회동에 착수하게 되었다.
제3당으로서 유리한 고지를 점한 닉 클레그 자유민주당 대표는 어느 쪽이든지 더 많은 의석수를 확보한 정당이라면 논의에 들어가겠다고 선언했다. 선거 결과가 헝 의회로 결정난 직후 자유민주당은 보수당과의 접촉을 시작해, 주말까지 회동을 이어갔다. 한편으로 노동당과의 협의도 이뤄지고 있었는데, 스코틀랜드 국민당이 노동당과의 연립내각 참여 의사를 밝혔고, 자유민주당은 물론 그 밖의 소수정당까지 내각 구성에 참여시켜 범진보 연립내각을 출범시키려는 움직임이었다. 그러나 이 시나리오대로라면 고든 브라운 대표의 총리직 연임이 노동당-자유민주당 간의 협상 타결에 중대한 걸림돌이 되고 있었다.
5월 10일 고든 브라운 총리가 노동당 대표직을 내려놓겠다는 의사를 밝혔지만, 노동당과 자유민주당의 합의 도달은 실패로 돌아갔다. 이튿날 5월 11일 자유민주당은 보수당과의 협상 타결을 선언하였다. 같은 날 고든 브라운은 총리직과 노동당 대표직에서 사퇴하였으며, 데이비드 캐머런 보수당 대표가 이끄는 보수-자민 연립내각이 출범하게 되었다. 5월 12일 자정을 넘긴 시각 자유민주당은 원내정당 및 연방집행부 회의를 마치고 연정 협상안이 "압도적으로 통과되었다"고 선언하였으며, 그날 오후 보수당과 자유민주당은 협상조건을 명시한 보수당-자유민주당 연립내각 협약을 발표하였다. 데이비드 캐머런 보수당 대표는 영국 총리에, 닉 클레그 자민당 대표는 영국 부총리에 취임하였다.

## 배경
1997년 5월 영국 총선에서 토니 블레어 대표가 이끌던 노동당이 압승하면서, 존 메이저 총리가 이끄는 보수당 정부를 무너뜨리고 정권 교체에 성공하였다. 이로써 영국은 보수당의 18년 장기 집권을 종식시켰다. 첫 총선에서 원내 의석수 418석에 과반 초과 의석수 179석을 확보한 노동당은 2001년 총선과 2005년 총선에서도 연달아 승리를 이어갔다. 블레어 신임 내각은 국가최저임금제 도입과 병원 대기명단 감축, 스코틀랜드와 웨일스의 자치입법권 부여 등의 정책 수립으로 큰 지지를 얻었으며, 북아일랜드 평화협상에서도 중대한 역할을 해내는 등의 업적을 이뤄냈다. 그러나 2003년 이라크 침공 당시 영국군 파병 결정으로 큰 사회적 논란과 비판 여론에 직면하고, 블레어 자신을 따르던 의원들도 등을 돌리는 정치적 위기를 겪었다.
2007년 6월 토니 블레어는 총리직을 사퇴하였으며, 이어진 노동당 대표 선거에서 고든 브라운이 후임 당대표이자 영국 총리직에 올랐다. 블레어 정권이 들어선 지난 10년 동안 영국 경제는 호황을 누렸으나, 브라운 정권은 내각 출범 직후에 터진 세계 금융위기와 그로 인한 경제불황에 직면해야 했다. 금융위기 당시 블레어 정권의 대응에 관해서는 비록 어려움에 직면한 영국 내 은행에게 재정 원조를 시행하는 등 적절했다는 평가도 있으나, 이들 은행의 자본 재조정은 각 은행이 축적한 민간부채를 공공부채로 전환하여 영국의 국가 채무가 급상승하는 결과를 낳게 되었다. 이러한 경제적 실책과 더불어 브라운 총리가 각 언론으로부터 대인관계 능력이 부족한 인물로 평가되면서 자질 논란이 불거졌고, 브라운 정권 말기였던 2009년에는 국회의원들의 지출 스캔들이 터지면서 영국 정치권을 향한 국민들의 신뢰가 타격을 입기도 하였다.
2010년 4월, 지난 총선으로부터 5년 가까이 지난 시점에서 새로운 총선 실시가 대두되고 있었다. 2010년 4월 6일 브라운 총리는 버킹엄 궁전에서 엘리자베스 2세 여왕을 알현하여, 4월 12일부로 의회 해산 및 총선 준비를 건의하였다. 이후 다우닝 가에서 진행된 실시간 기자회견에서 브라운 총리는 오는 5월 6일에 선거를 실시하겠다고 밝혔다. 선거 공표일부터 의회 해산일까지 남은 회기 동안 영국 의회는 일명 워시업 (wash-up)이라 부르는, 회기 종료 전까지 미완료 상태에 머물러 있는 모든 입법 절차의 처리 기간에 돌입했다.

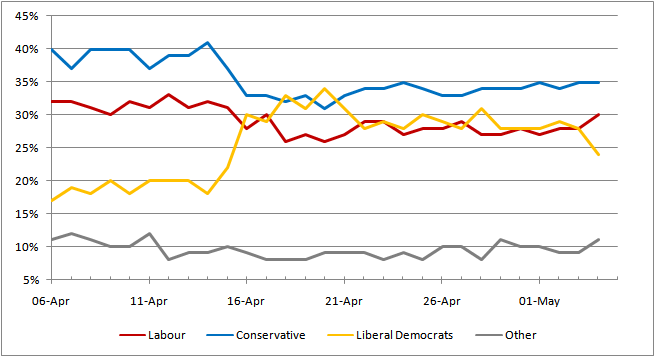
2010년 영국 총선 당시 유고브가 조사한 각 정당 지지도. 푸른색은 보수당, 붉은색은 노동당, 노란색은 자유민주당, 회색은 기타 정당이다.

노동당은 1997년 집권 이래 네번째 정권 재창출과 지지율 복구를 목표로 선거전에 돌입하였으며, 보수당은 반대로 90년대 이래 침체기에서 벗어나 영국 정계의 우위 탈환을 노리고, 노동당을 대신해 여당으로 발돋움하고자 했다. 자유민주당은 양당으로부터 이득을 취하는 동시에, 과반정당이 없는 헝 의회 국면시 세력 균형에 있어 결정권을 쥘 수 있다는 희망을 걸었다. 영국 정치 역사상 처음으로 3당 대표가 모인 TV 토론회를 거치며 자유민주당의 지지율은 상승세에 올라, 각계에서 자민당의 내각 구성 참여 가능성을 고려할 수준까지 도달하고 있었다. 또 세 차례에 걸친 토론회 동안 캐머런 보수당 대표와 클레그 자민당 대표는 시청자들로부터 큰 호응을 받은 반면, 브라운 총리는 그다지 부각되지 못하는 모습을 보였다. 여기에 노동당은 브라운 총리의 실언이라는 또다른 악재를 맞이하고 말았다. 그레이터맨체스터 로치데일의 노동당 유세에 참여한 브라운 총리가 길리언 더피라는 65세 여성 유권자로부터 연금 수령과 동유럽 이민자 문제로 비난받은 뒤, 차를 타고 떠나면서 스카이 뉴스 취재진이 옷깃에 붙인 마이크를 깜빡하고는 비서에게 "고집불통 여자 같으니" (bigoted woman)란 말을 내뱉었고, 이는 곧 언론에 고스란히 보도되었다.
투표일 직전 여론조사에서는 자민당 표심이 노동당과 보수당으로 살짝 선회한 것으로 나타났으며, 대부분의 최종 여론조사에서는 보수당 36%, 노동당 28%, 자민당 27%에서 1포인트 차로 뒤지고 있는 것으로 드러났다. 그러나 부동층 유권자로 기록된 규모가 만만치 않아 총선 결과에 불확실성을 더했다. 3당과 더불어 각 지역정당과 소수정당의 향방에도 관심이 쏠렸다. 2007년 스코틀랜드 총선 승리에 고무되어 있던 스코틀랜드 국민당은 이번 총선에서 원내 20석을 확보하고 세력 균형 결정권을 쥐는 것을, 웨일스 지역정당인 플라이드 컴리 역시 웨일스 내 의석 확대를 목표로 삼았다. 북아일랜드의 경우 민주연합당은 현재 의석수 유지 및 확대로 원내 제4당을 유지하는 것을 목표로 하였다. 이밖에 각 지방선거와 2009년 유럽 의회 선거에서 선전한 영국독립당, 녹색당, 영국국민당 등의 소수정당들도 원내정당으로서의 수명 연장을 꾀했다.

## 총선
2010년 5월 6일 총선이 실시되었다. 투표율은 지난 2005년 총선의 61%에서 소폭 증가한 65%로 기록되었다. 이날 밤 10시, BBC, 스카이, ITV 뉴스가 공동으로 의뢰해 GfK NOP와 입소스 MORI가 조사한 출구조사가 발표되었다. 영국 전역의 130개 투표소에서 집계된 출구조사 결과는 과반을 달성한 정당이 없는 헝 의회로 드러났으며, 다만 보수당이 과반에서 19석 부족한 우위를 점할 것으로 예측되었다 (실제 선거 결과는 21석 부족). 전체 예측 의석수로는 보수당이 307석, 노동당이 255석, 자유민주당이 59석, 기타 정당이 29석으로 집계되었다. 다만 개표결과가 속속 집계되면서 노동당 지지 표심이 좀 더 드러날 것으로 예측 의석수가 정정되었다. 무엇보다도 지난 여론조사에서 지지율이 노동당에 맞먹을 정도로 큰 의석을 확보할 것으로 전망되던 자유민주당이 생각보다 부진할 것으로 관측되면서, 정치해설가들은 놀라움을 감추지 못했다. 이튿날 5월 7일 오전 5시 36분, BBC는 보수당이 과반에서 20석 부족한 306석, 노동당이 262석, 자민당이 55석을 확보할 것으로 예측했다.
5월 7일 오전 9시 41분, BBC는 선두를 달리는 보수당이 단독내각 구성에 필요한 의석수 확보에 실패할 것으로 전망됨에 따라 선거 결과를 '헝 의회'로 확정했다. 서민원, 즉 영국 하원의 전체 의석수 650석 중 단순 과반 의석수는 총 326석이었으며, 북아일랜드 정당 신 페인 소속 의원 5명이 서민원에 참여하지 않는다는 사실을 반영한 실질 과반의석수는 323석이었다. 그런 시점에서 보수당은 290석, 노동당은 247석, 자유민주당은 51석을 차지한 것이다. 개표가 끝난 최종 선거 결과는 보수당 306석, 노동당 258석, 자유민주당 57석이었으며, 제1당을 확정한 보수당 역시 과반에서 20석이 부족한 것으로 드러났다.

2010년 총선 결과에 따른 영국 서민원 (하원) 의석분포도. 어느 정당도 과반을 차지하지 못했다.

총 532석이 걸려 있었던 잉글랜드에서는 보수당이 61석의 과반 우위를 점하였으며, 노동당으로부터 평균 5.6%의 표심 선회를 이끌었다. 다만 532개 지역구 중에서 서스크 몰턴 지역구는 후보자의 사망으로 총선 당일이 아닌 5월 27일에 선거를 치렀다. 총 59석이 걸려 있었던 스코틀랜드에서는 지난 2005년 총선 결과와 동일하게 나타났으며, 노동당이 중간 재보궐선거로 잃었던 지역구 두 곳을 다시 탈환하였다. 득표율로는 노동당이 2.5%, 보수당이 0.9% 증가하였으며, 보수당에서 노동당으로 선회한 표심이 0.8%였다. 보수당은 지역구 한 곳밖에 얻지 못하였으며, 7석에서 20석으로 의석 확대를 노렸던 스코틀랜드 국민당 역시 별다른 선전을 거두지 못했다.
40석이 걸렸던 웨일스에서는 보수당이 3석에서 8석으로 의석을 늘렸으며, 자유민주당이 1곳, 노동당이 4곳을 보수당에게 넘겼다. 웨일스 국민주의 정당인 플라이드 컴리 역시 노동당 지역구였던 아번을 탈환하여 1석을 늘렸다. 결과적으로 노동당은 4석을 잃었으나 총 26석을 차지하면서 웨일스의 승자가 되었다. 18석이 걸렸던 북아일랜드에서는 아일랜드 국민주의 정당인 신 페인과 사회민주노동당이 의석을 얻고, 아일랜드 연합주의 정당인 민주연합당과 얼스터 연합당은 1석씩 의석을 잃었다. 특히 얼스터 연합당은 유일한 지역구를 잃어 원외정당으로 전락했으며, 민주연합당의 지역구만 남게 되었다. 결과적으로 국민주의 정당이 8석을, 연합주의 정당도 8석을, 북아일랜드 연합당이 1석, 연합파 무소속 후보가 1석을 차지하였다. 연합주의 정당이 영국 총선에서 북아일랜드 지역구 과반확보에 실패한 것은 아일랜드 분할 이래 처음 있는 일이었다.

## 협상 과정

### 5월 7일: 각 당의 성명과 초반 회담

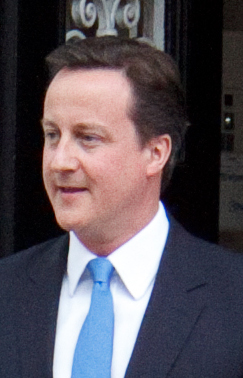
2010년 5월 7일 오후 세인트 스티븐스 클럽을 떠나는 데이비드 캐머런 보수당 대표. 이날 보수당은 자민당과의 내각 구성 협상에 착수했다.

단독 과반 의석수를 확보한 정당이 없는 헝 의회 국면은 1974년 총선 이후 36년 만이었다. 헝 의회 국면시 의전으로 적용되는 규정에 따라, 브라운 총리는 차기 내각 출범 전까지 현직으로 남을 수 있게 되었다. 또 5월 25일로 예정된 영국 의회 개회식 전까지 별도의 결의안 없이 내각 구성 협의를 지속하게 되었다. 이는 앞서 브라운 총리의 지시로 거스 오도넬 사무차관이 헝 의회 국면을 대비해 의전을 개정한 것에 따른 결과였다. 단독 과반 정당이 없을 것으로 확정되자 브라운 총리는 절차 개시를 승인했으며, 원활한 협상을 위해 각 주요 정당에 4인 구성의 공무수행팀이 파견되어 연락에 나섰다.
차기 단독정부를 꾸릴 수 있는 정당이 없는 것이 확실해진 시점에서, 각 3당 대표는 다른 당과의 연정 가능성을 논의하겠다는 공개성명을 냈다. 닉 클레그 자유민주당 대표는 고든 브라운 총리와 데이비드 캐머런 보수당 대표에게 "당의 편협한 정치적 이익보다는 국익을 위해서" 행동할 것을 촉구했다. 다만 선거 전부터 가장 많은 의석을 차지한 정당이 내각 구성에 우선 발언권을 얻어야 한다고 강조해왔던 바, 보수당과 논의에 들어갈 의향이 있다고 선언했다. 또 자유민주당사 밖에서는 "지금이야말로 보수당이 국익에 따라 통치할 능력이 되는지를 증명할 때"라 발언하기도 했다. 브라운 총리는 "우리가 본 것은 보통 선거 결과가 아니었다"며, "안정, 실력, 원칙에 입각한 정부"를 지키는 데 있어 제 역할을 수행할 생각이고, 또 그 실현 방법에 대해서 클레그 대표와 캐머런 대표 모두와 기꺼이 대화할 의사를 내비쳤다. 이에 반해 캐머런 보수당 대표는 기자회견을 열고 "자유민주당에게 크고, 공개적이며, 포괄적인 제안을 건네고 싶다. 부채 위기, 뿌리깊은 사회 문제, 무너진 정치처럼 이 나라의 큼직하고 시급한 문제점에 맞서 우리가 함께 일하길 바란다"며, 자유민주당 측에 협상 의사를 전했다.
한편 자민당과의 대화할 의향이 있다는 캐머런 대표의 발언을 두고, BBC 뉴스의 정치 전문기자 닉 로빈슨은 자민당 의원들을 내각에 참여시킬 가능성을 내비친 것으로 해석했다. 실제로 5월 7일 오후, 캐머런과 클레그 대표는 통화를 가졌으며, "매우 건설적인" 대화가 오갔다고 BBC가 보도했다. 그날 저녁부터는 양당 지도부로 구성된 정당 대표진이 탐색 회담에 들어갔다. 자유민주당은 크리스 헌, 대니 알렉산더, 앤드루 스터넬, 데이비드 로스가 참여했으며, 보수당은 조지 오스본, 윌리엄 헤이그, 올리버 레트윈, 에드 루웰린이 참여했다.

### 5월 8일: 보수당과 자민당의 본격적인 논의
5월 8일 토요일 아침, 보수당과 자유민주당의 내각 구성 논의가 정식 궤도에 올랐다. 런던 웨스트민스터의 애드미럴티 하우스에서 진행된 70분 간의 회담은 양당의 표현을 빌려 "건설적이고 우호적인" 분위기에서 진행되었으며, 다음날 별도 회담을 예고했다. 그날 저녁에는 캐머런 대표와 클레그 대표가 개별 면담을 갖고 협상 논의를 위한 연속회담에 나섰다. 이에 앞서 자유민주당 원내교섭단체 의원들도 로컬 가버먼트 하우스에서 회동, 연정 논의를 진행했다.

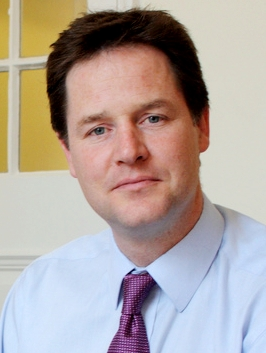
보수당의 데이비드 캐머런 대표와 양자 회담을 거친 자유민주당의 닉 클레그 대표.

자유민주당이 연정 협약에서 다루길 원했던 주요 쟁점 중 하나는 선거제도 개혁으로, 단순 다수대표제였던 현행 선거제도에 비례대표제를 도입한다는 협상 조건을 내걸었다. 이번 총선에서 자민당이 23%의 득표율을 올리고도 의석수는 8%밖에 차지하지 못한 결과가 드러났듯, 실제 득표율과는 달리 거대 양당이 의석을 독식하는 현상을 해소하기 위한 의도였다. 실제로 이날 자민당 대표들이 협상에 나서는 동안 시민단체 '38 디그리스' 회원 1000여명이 바깥에 군집해 시위를 벌이며, "이제는 공정 선거" (Fair vote now)와 "닉에게 말하고 싶다" (We want to speak to Nick)라는 구호를 외쳤다. 닉 클레그 대표는 잠시 회담장을 빠져나와 "정치 개혁은 제가 정치에 입문한 이유 중 하나"라며 시위자들의 탄원을 수용했다. 이날 회담 후 자유민주당 측 대표로 나섰던 데이비드 로스는 협상 대표들이 내각 구성 협상에서 보수당이 우선권을 가져야 한다는 클레그 대표의 전략을  "전적으로 지지한다"고 말했다. 클레그 대표 역시 당 연방집행부와 회동을 갖고 본인의 결정에 대한 지지 의사를 확인받았다.
2010년 5월 8일은 연합국이 나치 독일에 맞서 싸워 승리한 지 65주년이 되는 유럽 전승 기념일이었기에, 3당 대표 모두 화이트홀 위령비에서 열린 추도식에 참석하였다. 추도식 이후 브라운 총리는 스코틀랜드의 본가로 향했으나, 자유민주당이 보수당과의 합의 도달에 실패할 경우를 대비해 협상 준비 상태로 남아 있었다. 한때 브라운 대표와 클레그 대표 간에 열띤 통화가 있었다는 보도도 나돌았으나 노동당은 이를 부인했으며, 브라운 내각 내부에서의 지지도 견고한 시점이었다. 다만 평의원인 존 맨 의원은 브라운 총리가 계속 대표직에 남는다면 "자민-노동 협약의 신빙성을 없앨 것"이라며, 브라운 총리가 9월에 있을 당대회 전까지 사퇴할 것을 촉구했다.

### 5월 9일: 계속되는 협상
5월 9일 일요일, 내각부 청사에서 만난 자유민주당과 보수당 협상대표는 여섯 시간에 걸쳐 회담을 이어갔으며, "매우 긍정적이며 생산적"이었다고 자평했다. 회담을 마치고 나온 윌리엄 헤이그는 "우리는 정치 개혁, 경제 문제, 적자 감축, 은행 개혁, 시민 자유, 환경 문제 등의 쟁점을 다뤘으며, 이들 분야 전반에 걸쳐 괜찮은 논의를 가졌다. 협약 체결 시 경제 안정과 예산 적자 감축이 중심이 되어야 한다는 점에 합의하였으나, 이제 각 협상단이 당 대표에 보고하러 갈 예정이다"라고 진행 상황을 전했다.
자민당과 보수당의 협상이 진행되는 와중에 고든 브라운 총리가 총리관저에 복귀, 외무부 청사에서 닉 클레그 자민당 대표를 만나 회담을 가졌다. 이후 총리관저 대변인이 나서 회담 개최와 더불어 지난 저녁 두 대표 간의 통화 사실도 밝히며 원만한 분위기였다고 전했다. 하지만 패디 애시다운 전 자민당 대표는 BBC와의 인터뷰에서 두 대표의 통화를 두고 "비난에 고성이 오갔다. 브라운 총리가 클레그 대표에게 다가가 위협했다"며 다른 시각을 내비쳤다. 그날 저녁에는 양당 회담이 성공적으로 마무리됨에 따른 클레그 대표와 캐머런 대표의 양자회담이 웨스트민스터 궁전에서 45분간 진행되었다.
차기 내각 구성을 위한 협상이 지속되는 가운데, 각 정부부처의 업무는 어떠한 변동 없이 전임자가 수행하고 있었다. 앨리스터 달링 재무장관은 유럽 재무장관 회의 참석을 위해 벨기에 브뤼셀 순방에 나섰으며, 런던에서는 브라운 총리가 피터 맨델슨 사업부장관과 해리엇 하먼 부대표, 에드 밀리밴드 에너지부장관, 토니 블레어 총리 특별보좌관이었던 알리스테어 캠벨과 회동하였다. 또한 브라운 총리는 당 운동가들에게 이메일을 보내 선거운동 기간 동안 보여준 노고에 감사를 표했다. 그는 "지난 며칠 새 우리는 과반 정부를 꾸릴 수 있는 단독 정당이 전무한 것으로 나타난 선거 결과로, 불과 몇주 전만 하더라도 불가능할 것으로 여겼던 정치 지형에 놓이게 되었습니다. 이 상황의 해결을 추구하는 것이야말로 총리로서의 제 의무입니다"라는 말을 전했다. 이 와중에 조지 하워스 의원을 비롯한 노동당 고위 평의원들은 브라운 총리의 사퇴를 촉구하기도 했다.

### 5월 10일: 노동당의 승부수

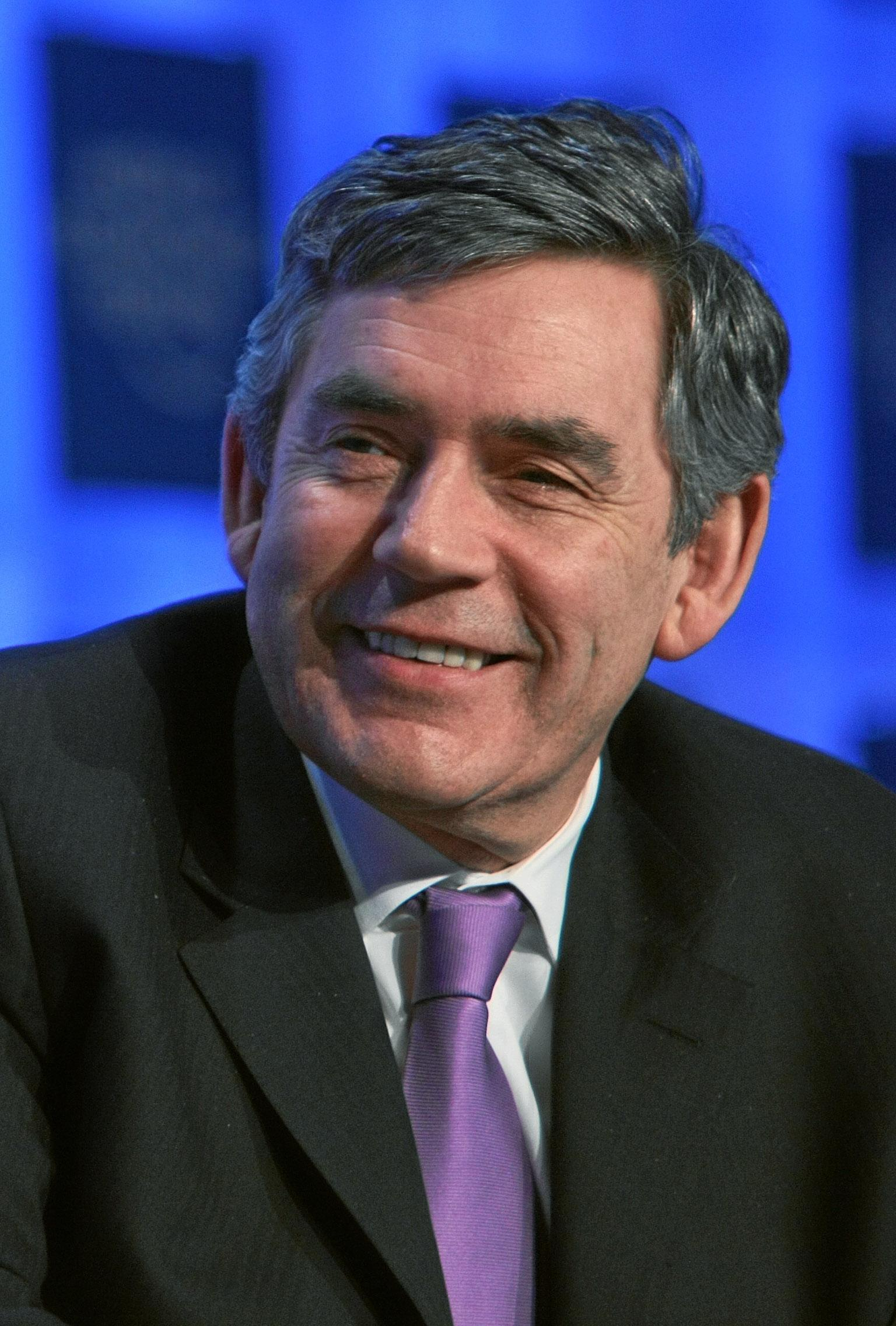
고든 브라운 총리의 연임은 노동당-자민당 연정 구성에 있어 중대한 걸림돌로 작용했다.

5월 10일 월요일, 이날도 보수당과 자민당 간의 회담이 있을 것으로 관측되었다. 이에 앞서 닉 클레그 대표와 회동한 자민당 의원들이 데이비드 캐머런 측 협상단의 제시 방안에 확언을 받아내라고 촉구하고, 노동당과의 협상도 지속되길 바란다는 뜻을 전했다. 그날 낮에는 노동당과 자민당 고위관계자 간에 연정 논의가 이뤄졌으나, 내각이 출범되면 고든 브라운 노동당 대표가 총리직을 연임할 것이란 사실이 협상의 장애물이 되었다.
오후 5시 경, 브라운 총리는 9월까지 노동당 대표직을 사퇴할 것이라고 선언했다. 브라운 총리는 성명을 통해 "당대표 선거에 필요한 절차를 개시할 것을 요청"할 의향이라고 밝히고, 이어서 "당대회 시기에 맞춰 새 대표가 취임할 수 있도록 제시간에 완료되길 희망한다. 경선에는 어떠한 역할도 맡지 않을 것이며, 후보로도 나서지 않겠다"고 말했다. 또한 후보로 나서기 위해선 연정 협상이 끝날 때까지 기다렸다가 출마 선언을 해야 한다고 강조했다. 브라운 총리의 사퇴 선언으로 자민당은 연정에 따른 여론 부담을 덜 뿐만 아니라 보수당의 정치적 무력화 등의 실익을 얻게 되었으며, 클레그 대표 역시 "선입관 없는 연정 협상이 열릴 것"이라고 화답했다. 이후 노동당과 자민당의 공식 회담이 시작되었으며, 노동당 측에서는 피터 맨델슨, 해리엇 하먼, 앤드류 애도니스, 에드 밀리밴드, 에드 볼스가 협상대표로 나섰다.
하지만 노동당 내부에서는 자민당과의 연정이 비현실적인 시나리오라는 분위기가 지배적이었다. 자민당과 연정을 이루면 315석을 확보하여 보수당의 306석보다는 우위에 서지만, 다수정부를 꾸리기 위해 필요한 326석에는 여전히 못 미치기 때문이었다. 그레이엄 스팅어 노동당 의원은 "산술적으로 따져봐도 안 된다. 숫자 자체가 맞지가 않는다"고 발언하기도 했다. 그러나 당시 노동당 측 대표로서 자민당과의 협상에 나섰던 앤드류 애도니스는 훗날 출판한 저서에, 이 시점에서도 고든 브라운 내각인사 내에서는 보수당과 자민당 사이의 회담이 교착 상태에 빠질 것이라는 점에 있어 전반적으로 동의하는 분위기였다며, "보수당과 자민당이 견해차만 계속 드러냈다면 협상 과정은 우리에게 유리해졌을 것"이라고 썼다.
노동당이 자체 연립내각 구성에 나서자, 보수당은 자유민주당이 제시한 조건인 총선거 투표제도의 선호투표제 전환을 수용하였다. 이에 노동당은 전면 비례대표제를 도입한 뒤 국민투표에 부쳐 승인 여부를 가릴 것이라고 응수했다. 클레그 자민당 대표는 노동당과의 협상 결정을 밝히는 성명을 통해, 비록 자민당이 보수당과 협상 절차를 진행했지만 "완전한 의회를 위한 포괄적 동반자 협약"에 미치지는 못했다며, 노동당과의 협상은 "든든한 일" (responsible thing to do)이라고 밝혔다. 그러나 향후 진로를 놓고 이뤄진 지도부의 회동이 그날 밤 자정을 넘기면서도 결론을 내리지 못하는 등, 양당의 구애 속에서 자민당의 고심이 깊어지는 분위기였다.
한편 노동당 주도 내각에 스코틀랜드 국민당이 참여할 가능성도 구체화됐다. 앵거스 로버트슨 원내대표는 스코틀랜드 국민당 의원들이 노동당, 자민당, 플라이드 컴리, 그밖의 소수정당 의원과 함께 '무지개 연정' (rainbow coalition)을 이룰 의향이 있다고 발언했다. 5월 10일에는 전날 저녁 로버트슨 원내대표와 스튜어트 호지 원내총무, 내각부 인사들이 만난 회동에서 스코틀랜드 국민당의 합류 방안이 논의되었다고 보도되었다. 하지만 노동당의 더글라스 알렉산더는 노동당이 스코틀랜드 국민당과 내각 구성에 나서는 상황은 내다보기 힘들다며, 두 정당은 "근본적인 차이"가 있기 때문이라고 발언했다. 또 노동당 고위관계자 중에서 스코틀랜드 국민당 인사로부터 접촉받은 사람은 아무도 없다는 사실도 분명히 했다.

## 연정 협상 타결
5월 11일 월요일, 노동당과 자민당의 협상이 결렬될 것으로 보이는 데 반해, 보수당과 자민당의 협상은 계속되고 있었다. 이날 저녁, 자신의 힘으로 내각 구성이 불가능할 것이라 결심한 브라운 총리는 총리직에서 사퇴한다고 발표했다. 고든 브라운은 총리직 사퇴와 동시에 노동당 대표직에서도 물러나게 되었으며, 아내와 자식들과 함께 다우닝가의 총리관저를 떠났다. 이후 버킹엄 궁전으로 향한 고든 브라운은 엘리자베스 2세 여왕을 알현하여 사퇴의 뜻을 공식적으로 전하고, 그 후임으로 데이비드 캐머런 보수당 대표를 부를 것을 청하였다. 여왕이 브라운 총리의 사퇴를 수리한 지 한시간 뒤, 캐머런 대표는 총리직에 올랐으며, 머지않아 아내 사만다와 함께 다우닝가에 도착했다. 총리관저 밖에서 진행된 첫 연설에서 캐머런 총리는 자유민주당과 함께 전후 최초의 연립내각 수립을 공식 선언하였다. 이 자리에서 그는 닉 클레그 자민당 대표를 부총리에 임명하였다. 오후 10시, 캐머런 총리는 웨스트민스터 궁전 하원 위원회실에서 보수당 의원들과 만났다. 당시 캐머런 총리를 맞이하는 보수당 의원들의 환호성이 하원 본회의장까지 들릴 정도였다고 보도됐다.
훗날 BBC 다큐멘터리 《영국을 바꾼 5일》 (Five Days That Changed Britain)에 출연한 캐머런 총리는 브라운 전 총리가 사퇴할 때에도 연정 협약은 마무리되지 않은 상태였기에, 자신이 총리가 될 것이라 예상하지 못했다고 토로했다. 또 버킹엄궁에서 여왕님을 알현하러 갔을 때에도 협상 타결이 마무리되지 않은 상태였다고 밝혔다. 공식적으로 영국 국왕은 내각을 구성하는 예비 총리의 초청만 가능하며, 그 정부의 형태는 신임 총리의 선택에 달려 있었다. 캐머런 총리는 "연립내각을 구성하고 싶다고 전해드리긴 했지만, 다음날 아침 돌아와서 또 달라졌다고 말씀드려야 했을 수도 있었다"며 그 상황을 설명했다. 윌리엄 헤이그 역시 캐머런 총리가 궁으로 이동할 때만 해도 연정 협약은 작성완료 및 서명 절차가 이뤄지고 있었다고 밝혔다.
2010년 5월 12일 자정을 넘긴 시각, 원내정당 및 연방집행부 회의를 마친 자유민주당은 연정 협의가 "압도적으로 통과되었다"고 선언하였다. 이로써 데이비드 캐머런 총리는 보수당과 자민당의 연립내각 정부를 이끌게 되었다. 그날 두 정당은 합의 조건을 명시한 보수당-자유민주당 연립내각 협약 (Conservative - Liberal Democrat coalition agreement)을 발행하였다. 협약에서 양당은 주요 쟁점이었던 선거제도 개혁과 유럽연합 문제에 대해, 자민당의 요구였던 선거제도 개혁 내지는 선호투표제 도입을 보수당이 수용하고, 반대로 보수당의 요구대로 자민당은 유로권 가입 등의 친유럽연합 정책을 연정 기간 동안 논하지 않는 것으로 결론지었다. 이어서 캐머런 총리는 보수당과 자유민주당 고위인사로 구성된 제1기 내각을 임명하였다. 보수당 인사 중에서는 조지 오스본이 재무장관에, 윌리엄 헤이그가 외무장관이자 수석장관 (명예직)에, 올리버 레트윈이 내각부 부장관에 임명되었다. 자유민주당 인사 중에서는 대니 알렉산더가 스코틀랜드 장관에, 크리스 헌이 에너지기후변화장관에, 데이비드 로스가 대장부 수석장관에, 빈스 케이블이 비즈니스혁신기술부장관과 무역청장에 임명되었다.
5월 12일 오후에는 캐머런 총리와 클레그 부총리의 첫 공동 기자회견이 다우닝가 로즈가든에서 열렸다. 두 사람은 기자들에게 "우리가 필요했던 강력하고 안정적이며 결단력 있는 리더십을 이 나라에 선사하는 것"이 이번 정부의 결의라고 전했다. 한편 이번 총선에 따라 구성된 의회는 5월 25일 영국 의회 개회식과 함께 새 회기에 들어가게 되었다. 6월 2일 수요일에는 캐머런 총리의 첫 총리 질의응답이 진행되었다. 야당이 된 노동당은 브라운 대표의 사퇴에 따라 해리엇 하먼이 임시대표를 맡게 되었다. 2010년 5월 18일, 노동당 전국집행위원회에서 당대표 선거의 세부사항을 공표하였으며, 넉달 뒤 9월 25일 개최된 전국당대회에서 에드 밀리밴드가 신임 당대표로 당선되었다.

## 같이 보기
- 2010년 영국 총선
- 데이비드 캐머런
- 닉 클레그

## 참고자료
- Adonis, Andrew (2013). 《5 Days in May: The Coalition and Beyond》. London: Biteback Publishing. ISBN 978-1-84954-566-2.
- Hazell, Robert; Yong, Ben (2012). 《The Politics of Coalition: How the Conservative-Liberal Democrat Government Works》. Oxford: Hart Publishing. ISBN 978-1-84946-310-2.
- Heppell, Timothy; Seawright, David (2012). 《Cameron and the Conservatives: The Transition to Coalition Government》. Basingstoke, England: Palgrave Macmillan. ISBN 978-0-230-31410-8.
- Laws, David (2010). 《22 Days in May: The Birth of the Lib Dem–Conservative Coalition》. London: Biteback Publishing. ISBN 978-1-84954-080-3.
- Lee, Simon; Beech, Matt (2011). 《The Cameron-Clegg Government: Coalition Politics in an Age of Austerity》. Basingstoke, England: Palgrave Macmillan. ISBN 978-0-230-29644-2.
- Wilson, Rob (2010). 《5 Days to Power: The Journey to Coalition Britain》. London: Biteback Publishing. ISBN 978-1-84954-081-0.